# La monstrua vestida
La monstrua vestida è un dipinto ad olio su tela (165x107 cm) realizzato nel 1680 da Juan Carreño de Miranda.
È conservato nel Museo del Prado a Madrid.
Il dipinto, in stile barocco, rappresenta la ragazza Eugenia Martinez Vallejo, chiamata "la Monstrua" per la sua conformazione fisica, vestita con un abito rosso decorato con motivi floreali. Esiste un altro quadro che ritrae Eugenia Martinez Vallejo nuda, chiamato La monstrua desnuda.